# タインカッスル・スタジアム
タインカッスル・スタジアム (Tynecastle Stadium or Tynecastle)は、スコットランド, エディンバラにあるスタジアム。ハート・オブ・ミドロシアンFCのホームスタジアムとなっている。

## 概要
スコットランドにある全面座席スタジアムの中でマレーフィールド・スタジアム、セルティック・パーク、アイブロックス、ハムデン、ピットドリー、ラグビー・パークとイースター・ロードに次いで8番目に大きいスタジアムである。
将来は、スタジアムを改修して40,000人収容となる予定。

## 入場者数

### 平均入場者数
- 2008-2009: 14,200人 （プレミアリーグ）
- 2007-2008: 15,958人 （プレミアリーグ）
- 2006-2007: 16,937人 （プレミアリーグ）
- 2005-2006: 16,767人 （プレミアリーグ）
- 2004-2005: 12,272人 （プレミアリーグ）

### 最多入場者数
- 53,396人 (スコティッシュカップ 3回戦) ハーツ v レンジャーズ, 1932.2.13